# Untermaßfeld

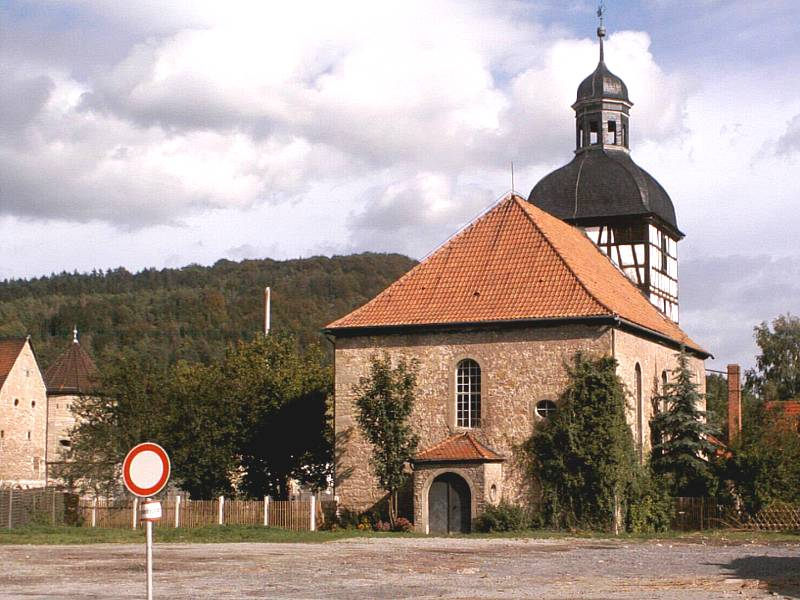
Kirche in Untermaßfeld

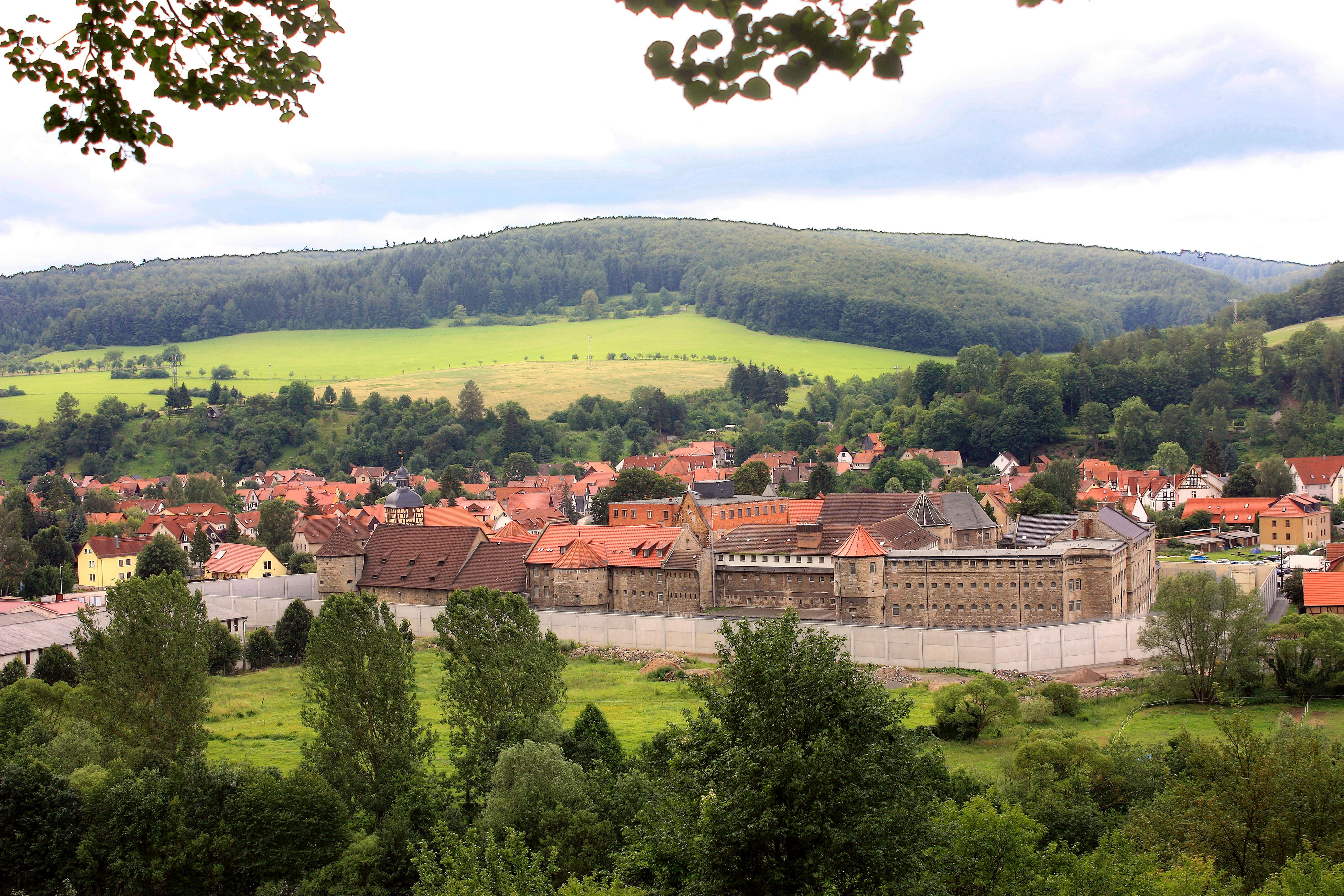
Ansicht mit Wasserschloss

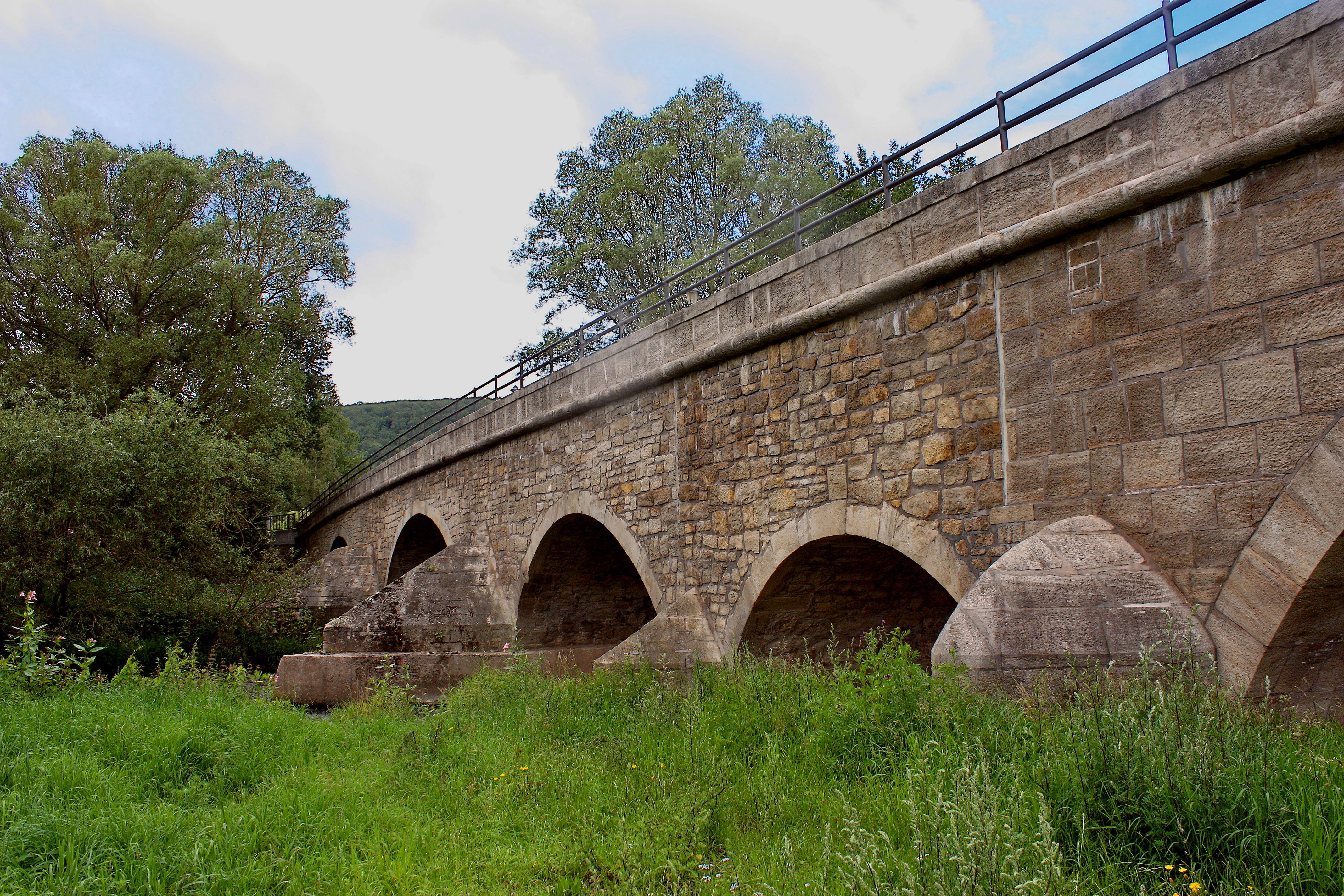
Die Werrabrücke

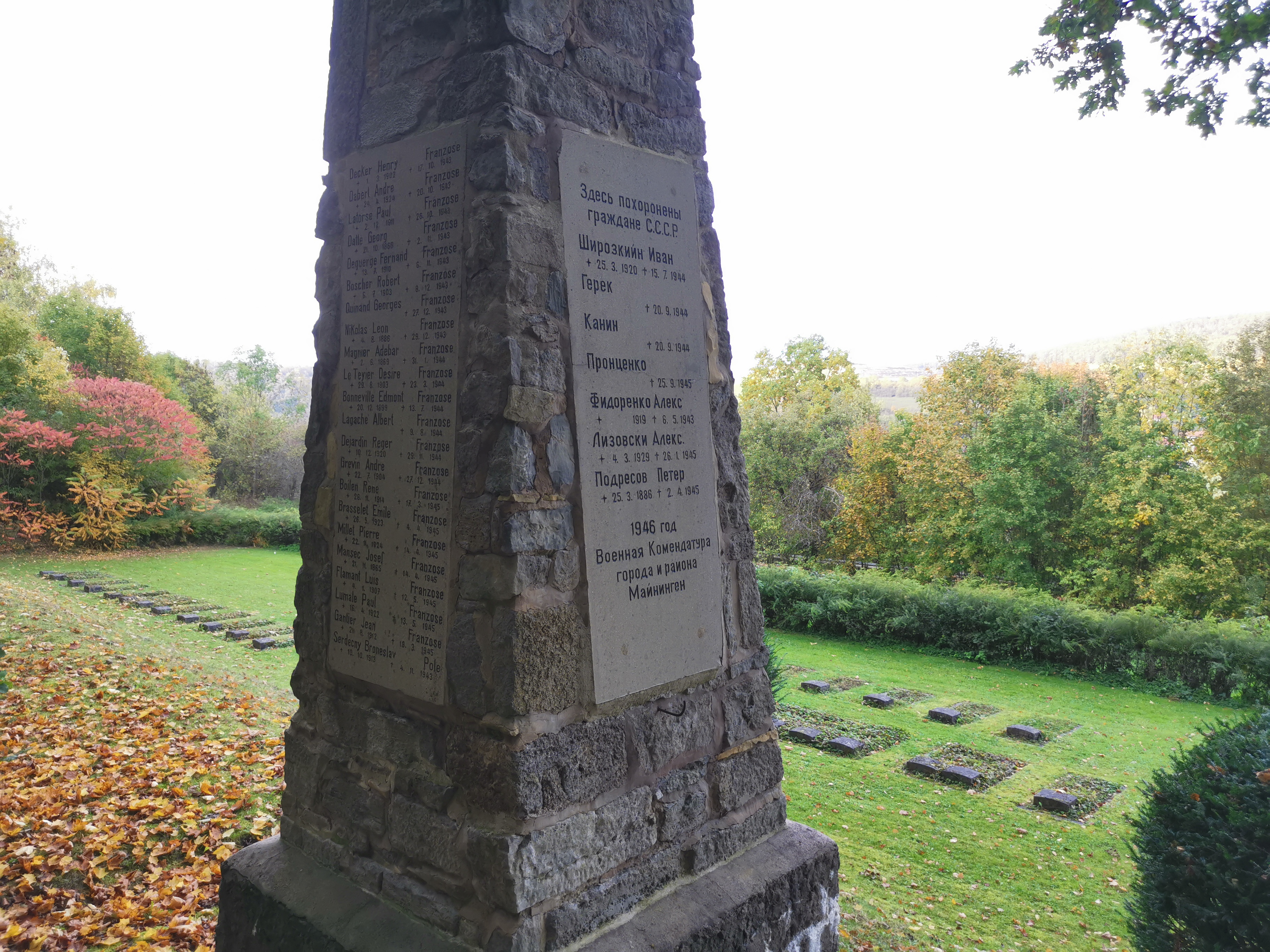
Kriegsgräberstätte Untermaßfeld

Untermaßfeld ist eine kreisangehörige Gemeinde im Landkreis Schmalkalden-Meiningen im fränkisch geprägten Süden von Thüringen. Erfüllende Gemeinde für Untermaßfeld ist die Stadt Meiningen.

## Geografie
Untermaßfeld liegt vier Kilometer südlich der Kreisstadt Meiningen an der Werra. Nördlich des Ortes mündet von links die Sülze in die Werra.

## Geschichte
Untermaßfeld wurde im Jahr 837 erstmals urkundlich erwähnt. Die Wasserburg Maßfeld ist erst in der ersten Hälfte des 14. Jahrhunderts nachweislich genannt worden. Eine Urkunde von 1350 besagt, dass die Gebrüder Truchsess dem Bischof von Würzburg eine Befestigung eröffneten. Diese gesicherte Erwähnung ist aus dem Jahr 1375. Witwensitz der Henneberger Gräfin Katharina wurde die Veste im 15. Jahrhundert.
Die Verpfändung der halben Burg Henneberg von der Schleusinger an die Römhilder Linie der Grafen von Henneberg im Jahr 1393 hatte wohl die Verlegung der Vogtei Henneberg auf die Burg Maßfeld zur Folge. Bis 1429 vollzog sich hier die Bildung des neuen, umfangreichen Amts Maßfeld.
Nach dem Tode des Grafen Georg Ernst von Henneberg im Jahre 1583 teilten sich die Albertiner und Ernestiner per Vertrag das Erbe (Kahlaer Vertrag). Der Ort kam 1680 an das Herzogtum Sachsen-Meiningen. Im Dreißigjährigen Krieg wurde die Burg Maßfeld 1646 zerstört, später wieder befestigt, aber als Festung aufgegeben. Seither diente sie als Strafanstalt.
Untermaßfeld war 1600–1671 von Hexenverfolgungen betroffen: Fünf Frauen gerieten in Hexenprozesse. Gertraud, Hans Storandts Frau, wurde 1631 enthauptet.

## Politik

### Gemeinderat
Die Kommunalwahl 2024 führte bei einer Wahlbeteiligung von 53,8 % zu folgendem Ergebnis:
- 46,1 % Freie Wähler Pro Untermaßfeld (5 Sitze)
- 30,2 % Feuerwehrverein Untermaßfeld (4 Sitze)
- 23,7 % Aktiv für Untermaßfeld – MCV (3 Sitze)

### Bürgermeister
Der ehrenamtliche Bürgermeister ist Michael Trampler vom Feuerwehrverein. Er wurde erstmals am 12. Juni 2022 gewählt. Er löste Rolf Pohland ab, der am 5. Juni 2016 gewählt wurde und nicht mehr antrat.

### Verwaltung
Erfüllende Gemeinde für Untermaßfeld ist die Stadt Meiningen.

### Wappen
Blasonierung: „Geviert, in eins und vier in Schwarz ein silbernes Gitter, in drei in Gold auf grünem Dreiberg eine rotbewehrte schwarze Henne, in vier geteilt, oben in Gold ein wachsender schwarzer Doppeladler, unten von Silber und Rot in drei Reihen zu fünf Plätzen geschacht.“

## Wirtschaft und Infrastruktur

### Wirtschaft
Im Nordwesten des Ortes befinden sich mehrere große Teiche, in denen Fischzucht betrieben wird. Im Süden liegt ein in den 1990er Jahren angelegtes Gewerbegebiet. Größter Arbeitgeber ist die JVA Untermaßfeld.

### Verkehrsanbindung
Untermaßfeld liegt an der Bundesstraße 89, besitzt einen Haltepunkt an der Werrabahn und hat dort Verbindungen zu den Bahnlinien Meiningen–Sonneberg und Meiningen–Erfurt. Der nächstgelegene Autobahnanschluss ist die fünf Kilometer entfernt gelegene Anschlussstelle Meiningen-Süd der A 71.

### Wasser und Abwasser
Die Wasserver- und Abwasserentsorgung wird durch den Kommunalen Wasser- und Abwasserzweckverband Meininger Umland sichergestellt.

## Kultur und Sehenswürdigkeiten

### Bauwerke
Der Ort besitzt über 20 denkmalgeschützte Objekte.
- Bekannt ist Untermaßfeld vor allem durch seine Wasserburg. Diese dient noch heute, seit ihrer Einrichtung im Jahr 1813 als Zentralstrafanstalt des Herzogtums Sachsen-Meiningen, als Justizvollzugsanstalt. Die Belegungszahl von bis dahin durchschnittlich 250 Personen erhöhte sich in der Zeit des Nationalsozialismus drastisch: 1935 wurden 551 Gefangene gezählt. 1936 erfolgte eine Aufstockung und der Bau von Nebengebäuden, so dass in den Kriegsjahren über 1500 Personen, unter ihnen eine große Zahl Zwangsarbeiter inhaftiert waren. Ein Gräberfeld auf dem Friedhof erinnert an 51 umgekommene Gefangene.[8] Für 49 politische Häftlinge der sowjetischen Militärjustiz, die 1950 bis 1952 in Untermaßfeld an Hunger und Krankheiten starben, gibt es einen Gedenkstein auf dem Parkfriedhof Meiningen.

- Dorfkirche Untermaßfeld
- Schloss Untermaßfeld
- Am nördlichen Ortsausgang überquert eine denkmalgeschützte fünfbogige Steinbrücke aus dem Spätmittelalter die Werra.

### Persönlichkeiten
Der Schriftsteller und Numismatiker Johann Christoph Rasche (1733–1805), Herausgeber des Lexicon universae rei numariae veterum, war von 1763 bis 1805 Pfarrer in Untermaßfeld.
Hermann Ohland (* 3. Mai 1888 in Untermaßfeld; † 16. Dezember 1953 in Friedelshausen) war ein deutscher Pädagoge, Pfarrer, Liederdichter der Deutschen Christen und NSDAP-Mitglied
Der Schriftsteller Walter Werner lebte bis zu seinem Tod 1995 in Untermaßfeld. Sein Grab befindet sich auf dem dortigen Friedhof.
Der Diplomat Helmut Türk (* 3. Mai 1920 in Untermaßfeld; † 13. März 2008 in Bonn) war von 1980 bis 1985  Botschafter der Bundesrepublik Deutschland in Rangun, Myanmar.

### Geschichtsdenkmale
Eine Kriegsgräberstätte auf dem Friedhof erinnert an 17 Zwangsarbeiter aus der Sowjetunion, die beim Kalibergbau in Merkers ums Leben kamen, sowie an 107 Bürger aus unterschiedlichen Ländern.

### Fossilienfundstätte
Die etwa eine Million Jahre alten Fossilien aus dem Flussbett der Ur-Werra bei Untermaßfeld erlauben tiefe Einblicke in die Tierwelt des Eiszeitalters im Altpleistozän (Abschnitt im Pleistozän). Es handelt sich um eine der bedeutendsten und reichhaltigsten Fossilfundstellen ihrer Zeitstellung in Europa. Die Fossilfunde überliefern eine sehr reichhaltige Großtierfauna zu dieser Zeit. Zu den Großraubtieren der Fundstelle gehören etwa zwei verschiedene Säbelzahnkatzen (Megantereon cultridens und Homotherium crenatidens), der Europäische Jaguar (Panthera onca gombaszoegensis), der Europäische Puma (Puma pardoides), eine ausgestorbene Gepardenart (Acinonyx pardinensis), eine ausgestorbene Luchsart (Lynx issiodorensis), die Riesenhyäne (Pachycrocuta brevirostris), ein Wildhund Xenocyon lycaonoides, Wölfe (Canis lupus mosbachensis) sowie Vorfahren des heutigen Braunbären.
Menschliche Überreste wurden nicht gefunden. Auch ab 2008 erfolgte Veröffentlichungen eines „Hobbyforschers“, dass menschliche Bearbeitungsspuren an Knochen und primitive Steinwerkzeuge vorhanden gewesen seien, erwiesen sich als falsch. Im Spiegel wurde berichtet, dass sie in Zusammenhang mit Raubgrabungen an der Fundstelle stehen, schließlich distanzierte sich im November 2017 auch die Fachzeitschrift Journal of Human Evolution von den im Mai 2016 auch in ihr publizierten Behauptungen.

## Vereine in Untermaßfeld
- MCV Maßfelder Carneval Verein e. V.
- Liedertafel Untermaßfeld 1888 e. V.
- Feuerwehrverein Untermaßfeld 1924 e. V.
- Burg- und Heimatverein e. V.
- Sportverein SV Untermaßfeld e. V.
- Schützenverein „Im Werratal“ e. V.
- Verein der Garten- und Siedlerfreunde „Teichgrund“ Untermaßfeld e. V.
- Landfrauenverein
- Seniorenclub des DRK

## Persönlichkeiten
- Johann Christoph Rasche (1733–1805), Theologe, Numismatiker und Schriftsteller, war von 1763 bis 1805 Pfarrer der Gemeinde
- Ursula Sillge (* 1946), ostdeutsche Soziologin und LGBTQ-Aktivistin